# Lai Yawen
Lai Yawen, född 9 september 1970, är en kinesisk före detta volleybollspelare. Hon blev olympisk silvermedaljör i volleyboll vid sommarspelen 1996 i Atlanta.